# Зунграна
Зунграна (д/н — 1182) — 2-й нааба держави мосі Тенкодого в 1132—1182 роках. Розширив державу.

## Життєпис
Третій син нааби Уедраого, після загибелі якого 1132 року отримав Тенкодого. Продовжив загарбницькі походи, підкоривши землі до Гамбаги (на південь). Потім здійснив похід до Янги, встановивши владу над проходом Яангабалга й містом Кіндзим. Усна традиція також приписує йому боротьбу з населенням, яке мешкало в печерах між Гомбусу і Комтоегою.
Водночас саме він завершив формування державних інституцій, перетворивши Тенкодого на державу з посадами, управлінням та податками.
Помер близько 1182 року. Вважається, що Зунграна був похований у Комтоезі, проте це дискусійно. Після його смерті державу розділено між синами. Один з них, Обрі, заснував державу Обрітенгу, що у XVII ст. стала основою держави мосі Вогодого (Уагудугу).